# Ky-Fan-Norm
Eine Ky-Fan-Norm ist eine nach Ky Fan benannte spezielle Norm auf dem Raum der Matrizen. Es gibt eine ganze Reihe von Ky-Fan-Normen, die durch eine natürliche Zahl {\displaystyle k} indiziert werden.

## Definition
Die {\displaystyle k}-te Ky-Fan-Norm einer Matrix {\displaystyle A} ist definiert als
{\displaystyle \|A\|_{k}:=s_{1}(A)+s_{2}(A)+\cdots +s_{k}(A),}
wobei {\displaystyle s_{i}(A)} der {\displaystyle i}-te Singulärwert von {\displaystyle A} ist.